# 天才・秀才・バカ
天才・秀才・バカ（てんさい・しゅうさい・バカ）は、文化放送で1972年10月〜1978年3月まで放送されていた『谷村新司のセイ!ヤング → 谷村新司・ばんばひろふみのセイ!ヤング』の番組の名物であった、いわゆる三段オチの投稿企画の一つである。『セイ!ヤング』以後も、同じ文化放送の番組『青春大通り』『青春キャンパス』に本企画が受け継がれ、放送され続けていた。

## 概要
このコーナーのコンセプトは、「星の数ほどのマイナーと少数精鋭のメジャー」である。殊に、その後の谷村新司のイメージを決定付けたといえ、終了後も「谷村＝スケベ」というイメージで見られた。
元々番組宛に来たある三段オチの投稿が番組内で好評だった為、同様の投稿が次々と集まった事により誕生した。ただ、三段オチに限らず一発ギャグ的なネタも多く読まれていた。
リスナーから面白い話を募り、映画『燃えよドラゴン』のメインテーマ曲をBGMにしながら紹介し、その話からパーソナリティの谷村・ばんばひろふみが「天才」「秀才」「バカ」の3段階に分けて採点するというものだが、ほとんどが実にくだらない話であったため、「バカ」採点が多かったという。
「バカ」採点の投稿は下ネタ系がほとんどであった。『メントレG』（フジテレビ系）の谷村がゲストだった回でこのコーナーを収めたVTRが放送された際、谷村が「バカ」投稿を読む部分には、放送禁止音声（一例として…「銃声の効果音」が被せられて…谷村が「バカ」と採点）が被せられていた。
ある回では、あまりにくだらない「バカ」採点の投稿者の住所を谷村が読み上げ、その投稿者宛に「バカ」と書いたハガキを送り付けようと呼び掛けたところ、翌週、投稿者の姉から「バカと書かれた弟宛のハガキが大量に送られてきたのですが、大丈夫なんでしょうか? 弟は大喜びしています」という返信が届いた。
このコーナーが上記の番組で放送されていた頃は、KKベストセラーズから書籍化されるほど人気が高く、終了後も『セイ!ヤング21』『セイ!ヤング ネクステージ』『セイ!ヤング・オールナイトニッポン Are you ready? Oh!』『サンデースペシャル にちよう道楽王』などで復活放送されている。
後年、谷村がラジオ番組『コサキンDEワァオ!』（TBSラジオ）にゲスト出演した際、「このコーナーを真似たものがメディアを問わず多数出てきたものの、一時的なものも含めてほとんどが失敗に終わっている」と語っている。

## このコーナーで話題になった主なギャグ
- CMギャグ（『右へ…』『左へ…』のゼブラの筆記具シャーボシリーズなど）
- いいえ違いますシリーズ
- 今週の格言シリーズ
- 手紙シリーズ
- アップダウンクイズのシルエットクイズパロディ
- 連想ゲームのパロディ
- ザ・ベストテンのパロディ
- 水戸黄門のパロディ
- 遠山の金さんのパロディ
- 『ほな私ゃ○○か』がオチのネタ

今井ひろし（バンバンのメンバー）がこのセリフを言う機会が多かった。
- 『ああ、△△ですか』がオチのネタ

天才・秀才・バカに対しインタビューしているインタビュアーが天才・秀才の回答を「ああ、○○ですね」と略称して返事した後、最後にバカの回答を「ああ、△△ですか」と下ネタの略称で返事して落とすネタ。
- チンペイ（谷村）、バンバン（ばんば）、今井の“3バカトリオ”ネタ
- 谷村の猿ネタ
- ばんばの牛（またはヒポポタマス）ネタ

合わせて、当時妻だった平山みきやばんばの実家の旅館もよくネタにされた。
- 番組ディレクターネタ
- 蜩（ひぐらし）ネタ

「蜩」は1975年にペップ出版から発売された谷村のエッセイ集。
- 大受・黒姫山・荒勢シリーズ
- ディレクターのわがまま配役シリーズ

『セイ!ヤング』後期のネタ。番組ディレクターが谷村・ばんばや落合恵子など『セイ!ヤング』のパーソナリティーによる漫画やドラマ等の芝居やイベントの配役を発表するネタ。
- パ・リーグいじりシリーズ

日本ハムに関するネタが特に多かった。
- スポーツ生中継パロディ
- 黄金のガッツ伝説（ガッツマン伝説）シリーズ

ガッツ石松の様々な珍解答、珍問答、珍名言などを実話及び創作にて投稿。所謂「ガッツ石松伝説」はこのシリーズと『ビートたけしのオールナイトニッポン』のガッツ石松コーナーが元祖とされている。
- ニュース・特ダネシリーズ
- 別所毅彦シリーズ

『青春大通り』時代のシリーズで、巨人びいきの解説で有名だった別所をネタにしている。途中からは別所がアナウンサーの発言を受けて下ネタ混じりの解説をするネタがよく採用される様になり、その結果何故か相撲中継の解説にまで別所が登場する派生系のネタも採用された。
- 王ちゃんシリーズ
- 田淵幸一シリーズ
- 江川卓シリーズ

江川事件（空白の一日）が大きな話題になった時のシリーズ。
- ジョンソンシリーズ

デービー・ジョンソンが選手として巨人に在籍していた頃のシリーズ。このコーナーでは泣き虫という設定を与えられていた。
- ラッシャー木村シリーズ

木村が国際軍団の大将として新日本プロレスへ参戦していた時期のシリーズ。
- 梓みちよ股間ギャグ

『二人でお酒を』がヒットしていた当時のシリーズ。地面に座りながら歌うという独特の振り付けだったが、このコーナーでは股間に目を付けていた。
- 有名人第一印象シリーズ

『青春キャンパス』末期のシリーズ。第一印象というよりも、ほとんど言いがかりに近い投稿もあった。
例)松崎しげる：「唄うメラニン色素」、内山田洋とクール・ファイブ：「若ボケの青年とその背後霊」
- 娘18シリーズ

小唄調のシリーズ。「娘18は○○でござる」の前置きの後に、前置きと被せる下ネタのオチを付けるもの。バリエーションとして「息子18シリーズ」、「おかん40シリーズ」、「ババア70シリーズ」などの派生系があった。
例)「娘18はカメラでござる、絞り込んだら感度が上がる」
- 『ビバ!クイズ』珍回答シリーズ

『青春キャンパス』時代のシリーズ。北日本放送でテレビ放送されていた小学生参加クイズ番組の珍回答を富山県在住のリスナーが投稿。
- 俵孝太郎シリーズ

『青春キャンパス』時代のシリーズ。当時『FNNニュースレポート23:00』のメインキャスターを務めていた時の冒頭挨拶「こんばんは、俵孝太郎です。」をもじったシリーズ。
- いなりずしシリーズ

男の睾丸をいなりずしに見立てたネタがウケたため、以後、いなりずしという表現が番組の定番になる。
- 原則ルールシリーズ

スポーツ競技やテレビ番組などの新しいルールをでっち上げるシリーズ。
- 今週のベスト10シリーズ

曲名やテレビ番組等をもじったネタやギャグのフレーズをベスト10（ベスト5やベスト3などの場合もある）形式で発表するシリーズ。このシリーズから曲のタイトルの一部を「キンタマ」や「ふぐり」に代える「キンタマ歌謡曲シリーズ」や「ふぐり歌謡曲シリーズ」という派生系も誕生した。
- 疑問シリーズ

テレビ番組などに関する素朴な疑問を取り上げるシリーズ。
- 秋田弁ネタ

『セイ!ヤング』時代のネタ。1975年に中外製薬の『新グロモント』のCMで使用された「ちかれたびー」という方言のネタが取り上げられた際に好評だったため、以降同様の投稿が続出した。番組末期には秋田弁での下ネタの方言を使用した投稿が取り上げられて好評だったため、やはり同様の投稿が続出している。
- 翻訳ネタ

英語の授業で先生から出題される、日常会話では通じない英文を翻訳するネタ。天才生徒と秀才生徒が普通に回答し、バカ生徒が正解を言うのがお約束だった。
例)Now now, see a man.：いまいましい奴
- バンバンことわざネタ

ばんばが谷村らの話す事に対して全てことわざで返すネタ。ばんばの話す事に谷村らがことわざで返す派生型のネタもあった。
- 男性用隠し芸シリーズ

『青春大通り』後期～『青春キャンパス』時代のシリーズ。男性の下半身を使用した一発芸を紹介する。
- マナネタ

マナは谷村に代わって『青春大通り』後期にレギュラーとして加入した女性歌手で、彼女もよくネタにされていた。
- モーリスギターネタ

谷村がモーリスギターのCMに出演していた頃のネタ。
- お風呂シリーズ

天才・秀才・バカの少年が家族（主に母親や姉）と共に入浴した際の1コマを取り上げたネタのシリーズ。バカの少年が家族の下半身に関するセリフを言うのがお約束だった。
- チャーミングなお客さんいらっしゃいコーナーネタ
- なぞなぞシリーズ

ウルトラマン、仮面ライダー、マグマ大使、月光仮面など往年のテレビヒーローに関する問題や下ネタが答えの問題がよく取り上げられていた。
- ifシリーズ

下ネタに関する「もしも」を取り上げるシリーズ。
- 歌手例えシリーズ

実在の歌手を楽器や昆虫等に例えて紹介するシリーズ。
- 質問シリーズ

『青春大通り』時代のシリーズ。インタビュアーや番組の司会者が数名の人物（主に歌手が多かった）に質問をしたのち、最後はばんばに対して全く関係のない質問をするのがお約束だった。
- ありそうでないものシリーズ
- 水曜スペシャルシリーズ

『青春キャンパス』時代のシリーズで、『川口浩探検隊』シリーズへの突っ込み（番組内での出来事や田中信夫の番組ナレーションについて等）を取り上げる。ごく稀に番組初期の変わった単発企画を取り上げた投稿も送られていた。

## 書籍
ベストセラーズ発行（「ワニの豆本」レーベル）
- 谷村新司の天才・秀才・ばか 第1集 - 1976年、文化放送セイ!ヤング編
- 谷村新司の天才・秀才・ばか 第2集 - 1977年、文化放送セイ!ヤング編、コード：ASIN B000J8Z7CE
- 谷村新司の天才・秀才・ばか 第3集 - 1977年、文化放送セイ!ヤング編、コード：ASIN B000J8Z7C4
- 谷村新司の天才・秀才・ばか 第4集 - 1978年、文化放送セイ!ヤング編、コード：ASIN B000J8PJ4K
- 谷村新司の天才・秀才・ばか 第5集 - 1978年、文化放送ペパーミント・ストリート青春大通り編、コード：ASIN B000J8LOFS
- 谷村新司の天才・秀才・ばか 第6集 - 1979年、文化放送ペパーミント・ストリート青春大通り編、コード：ASIN B000J8J090
- 谷村新司の天才・秀才・ばか 第7集 - 1979年、文化放送ペパーミント・ストリート青春大通り編、コード：ASIN B000J8FJ2C
- 谷村新司の天才・秀才・ばか 第8集 - 1979年、文化放送ペパーミント・ストリート青春大通り編、コード：ASIN B000J8CEX4
- 谷村新司の天才・秀才・ばか 第9集 - 1980年、文化放送ペパーミント・ストリート青春大通り編、コード：ASIN B000J89SBU
- 谷村新司の天才・秀才・ばか 第10集 - 1980年、文化放送青春大通り編、コード：ASIN B000J868ZE
- 谷村新司の天才・秀才・ばか 第11集 - 1980年、文化放送編、コード：ASIN B000J832SU
- 谷村新司の天才・秀才・ばか 最終号 - 1981年、文化放送編

河出書房新社発行
- 谷村・バンバンの帰ってきた天才・秀才・ばか、1998年7月、文化放送編、コード：ISBN 4309012310

## 関連商品
- 還ってきたセイヤング～天才・秀才・バカ シリーズ～　-1992年9月26日、文化放送開局40周年企画としてポリスターから発売されたCD。